# Telge Blues
Telge Bluesorkester (Telge Blues), svenskt bluesband bildat 1972, som under 1970-talet var ett av de mest populära bluesbanden i Sverige.
Telge Blues spelade huvudsakligen sällan hörd Chicago-blues från 1950 och 1960-talet, och gav endast ut en LP, Telge Blues.
Gruppen bestod av Sven Zetterberg (munspel och sång), Anders Gutke (gitarr och sång), Kenneth Pettersson (bas) och Stefan Sundlöf (trummor). Från och med 1974; Gunnar Rosengren (bas) och Hans Jansson (gitarr).
1973 spelades bandets låtar i Sveriges Radios program Tonkraft som (tillfälligtvis) leddes av Janne Forsell, vilket ledde till flera spelningar med utländska bluesartister som besökte Sverige.

## Diskografi
- 1975 – Telge Blues